# Хавтан Євгеній Львович
Євгеній Львович Хавтан (нар. 16 жовтня 1961, Москва, РРФСР) — радянський і російський музикант, композитор і вокаліст. Лідер групи «Браво», учасник груп «Рідкісний птах» і «Постскриптум».

## Походження та навчання
Євгеній Хавтан народився в Москві 16 жовтня 1961 року. Батько Євгена — інженер Лев Наумович Хавтан (1931—2002), мати — Етвіна Михайлівна Хавтан (уроджена Спектор, нар. 1938, Шаргород) — викладачка англійської та німецької мов, під час війни була з родиною запроторена до Шаргородського гетто в Трансністрії (батько загинув на фронті), про що написала книгу мемуарів (2004). Все дитинство і юність Євгеній Хавтан прожив у московському районі Кузьминки, якому згодом присвятив пісню «Від Таганки до Кузьминок» (альбом «Мода»). Грати на гітарі почав у шкільному віці, під впливом загальної моди. Закінчив музичну школу по класу класичної шестиструнної гітари. Його вчителем була Світлана Анатоліївна Дегтева — одна з кращих вітчизняних викладачок і музикантів того часу. Шанувальник самої різної музики — від «нової хвилі» британського року до класичних американських рок-н-ролів 50-х років, з початку 1980-х став одягатися і виглядати як стиляга. Закінчивши школу, вступив до Московського інституту інженерів залізничного транспорту.

## Творчість
Початок музичної кар'єри Євгена розпочався у ВІА «Рідкісний птах», де також грали Сергій Галанін і Олексій Аєдоницький. У 1982 році Хавтан, будучи вже досвідченим гітаристом, прийняв запрошення групи Гаріка Сукачова «Постскриптум». Однак сильні відмінності в захопленнях, стилі і професіоналізм музикантів призвели до того, що «Постскриптум» після цього практично розпався. Тоді Хавтан привів в групу нових музикантів і разом з барабанщиком «Постскриптуму» Павлом Кузіним створив свій колектив, що грає суміш «нової хвилі» і року 1950-х—1960-х років.
Склад нової групи, ще не мала назви, був укомплектований саксофоністом Олександром Степаненко, басистом Андрієм Конусовим та вокалісткою Івонною Андерс (справжнє ім'я Жанна Агузарова). Після одного з самих перших виступів, що відбувся в грудні 1983 року на дискотеці в комплексі «Крилатське», група вирішує залишити собі назву «Браво».
До речі, назву групи придумала подруга Жанни Агузарової. Після одного з відвідувань Великого театру дівчина подумала, що традиційні театральні крики «Браво» — непогане ім'я для колективу. Музиканти погодилися, що її пропозиція краще придуманих ними варіантів — «Твіст», «Шейк» або «КВН». Офіційної реєстрації у нової команди не було і бути не могло, тому виступали вони підпільно. 18 березня 1984 року після одного з таких виступів на тодішній околиці Москви в районі Бескудніково у Палаці Культури «Мосенерготехпром» учасники були затримані за «незаконну підприємницьку діяльність» (адже всі доходи від квитків не декларувались). Проти музикантів було порушено кримінальну справу, а Хавтан був відрахований з інституту. В процесі слідства з'ясувалося, що паспорт Жанни був підробленим, і після перебування в «Матроській Тиші» Жанна була вислана з Москви до Сибіру. Через декілька років кримінальну справу було закрито «за відсутністю доказів», і група вступила до Московської рок-лабораторії, створеної за аналогією з Ленінградським рок-клубом. Але пробула в її складі зовсім недовго, бо після перемоги на фестивалі Рок-панорама-86 у «Центральному Будинку Туриста» в номінації «Відкриття фестивалю» була запрошена на професійну роботу до Московської обласної філармонії. Після низки відрахувань і відновлень Хавтан в 1987 році все-таки закінчив інститут, і на наступний день після отримання диплому про вищу освіту поїхав з «Браво» на гастролі.
Надалі «Браво» зазнало численних змін складу, Хавтан залишався єдиним незмінним учасником групи і автором музики (а часом і слів) всіх виконуваних пісень. Після численних змін вокалістів Хавтан почав співати частину пісень сам, поділяючи обов'язки вокаліста з Робертом Лєнцом.
Євгеній також пробував себе у сольній творчості. Його пісня «36,6», записана з учасниками групи «Таргани!» і деякими іншими музикантами, очолювала хіт-парад «Чартова Дюжина» в 2003 році.

## Хобі
У Євгенія Хавтана є ціла колекція гітар і підсилювачів, що налічує близько 100 одиниць, переважно це «вінтажні», старі інструменти. Хавтан віддає перевагу саме вінтажним електрогітарам і підсилювачам, випущеним до 1970-х років. Його постійні супутники — це «Fender Deluxe reverb» і гітара Jazzmaster 1966 року.
Євгеній Хавтан захоплюється стилями рокабіллі, блюз, джаз, інді — це прослуховується в його партії. Колекціонує також вінілові платівки, є фанатом британського руху модів і всього, що пов'язано з епохою 1960—1968 років. Любить сучасну інді-музику. Небайдужий до стилю серф, час від часу грає з молодими серф-групами. За його словами, любить «чистий гітарний звук, або злегка підгружений». В останні роки Євгеній Хавтан активно застосовує для запису і концертів гітари марки «Fender Jazzmaster», «Telecaster» і «Stratocaster» Gretsch 6120. Компанією Fender випущена іменна модель «Fender E. Havtan Telecaster». Її відмінність від стандартних телекастерів — наявність тремоло-системи фірми «Бігсбі» (англ. Bigsby), нековий звукознімач розташований набагато ближче до грифа, на корпусі — роздруківки газет зі статтями про «Браво» 20-річної давності. На своєму сайті Хавтан докладно розповідає про своє гітарне обладнання і про самі інструменти. Там же йому можна поставити запитання стосовно гітарної тематики.

## Родина
Євгеній Хавтан одружений, дружина Марина (інженер-економіст), донька Поліна.

## Дискографія
Про дискографії групи «Браво»: Див. статтю «Браво»
- 1982 — ВІА «Рідкісний птах» — Неизданное
- 1982 — Постскриптум — Не сумуй!

## Сольна дискографія
- 2007 — Міккі Маус і стилети «Джаз на орбіті» (Мініальбом)

## Громадська позиція
На виборах мера Москви, що проходили у вересні 2013 року, підтримав кандидатуру Олексія Навального.

У березні 2014 року, на тлі подій анексії Криму Російською Федерацією, Євгеній Хавтан наступним чином відгукнувся про діячів російської культури, які підписали лист на підтримку зовнішньої політики Путіна:
|  | «Среди тех, кто подписался под обращением, много известных и симпатичных мне людей. У каждого была своя мотивация. Я очень надеюсь, что эта мотивация была искренняя и все это было сделано по совести. Меня в этом списке нет. Мое отношение к политической теме: я против любого вмешательства в дела суверенного государства, против войны и насилия, против того, чтобы в мирное время погибали люди...". |